# Toneelschuur
El Toneelschuur es una estructura multipropósito en Haarlem, Países Bajos. El edificio cuenta con dos salas de teatro y dos cines. Suele presentar las últimas películas alternativas (sin éxitos de taquilla de Hollywood). El nombre Filmschuur se utiliza a menudo para referirse a las salas de cine. De 1998 a 2003 el edificio actual del teatro en la Lange Begijnestraat 9 fue renovado como parte del plan de Appelaar. El nuevo diseño del edificio fue realizado por Joost Swarte, un caricaturista neerlandés, por lo que en 1996, fue la primera vez en los Países Bajos que un edificio fue diseñado por un dibujante de caricaturas.